# A Danada Sou Eu
A Danada Sou Eu es el segundo álbum de la cantante brasileña Ludmilla, lanzado el 21 de octubre de 2016 por Warner Music Brasil.
El álbum fue nominado a un Grammy Latino 2017 en la categoría Mejor Álbum Pop Contemporáneo en Lengua Portuguesa.